# 高山野决明
高山野决明（学名：Thermopsis alpina）为豆科野决明属下的一个种。

## 扩展阅读
- 維基物種上的相關：高山野决明